# Răcăciuni
Răcăciuni là một xã thuộc hạt Bacău, România. Dân số thời điểm năm 2002 là 7939 người.